# Quel piccolo grande miracolo di Natale
Quel piccolo grande miracolo di Natale (Once Upon a Christmas Miracle) è un film per la televisione del 2018 diretto da Gary Yates.